# Nuxalk
Cet article concerne le peuple amérindien également appelé Bella Coola. Pour leur langue, voir Nuxalk (langue). Pour la ville canadienne de Bella Coola, voir Bella Coola.

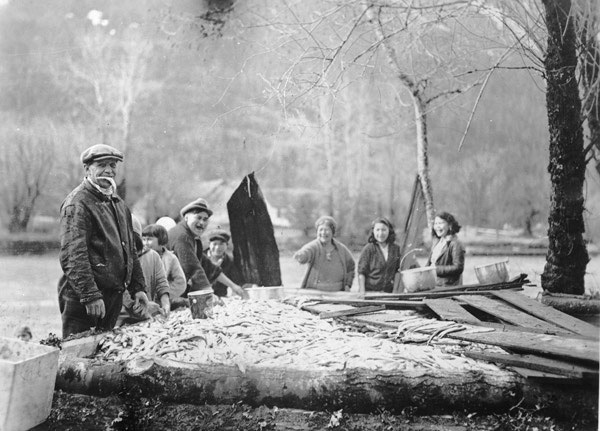
Des Nuxalk

Les Nuxalk (prononciation : [nuχalk]), également appelés Bella Coola, sont un peuple nord-amérindien du Nord-Ouest Pacifique, appartenant au groupe Salish. Ils parlent une langue salish également appelée le nuxalk. 
Leur territoire est maintenant partie de la Colombie-Britannique au Canada. Ils ont fait partie de 1998 à 2008 de l'Organisation des nations et des peuples non représentés.